# Heidi Blobner
Heidi Blobner (ur. we Frankfurcie nad Odrą) – niemiecka kolarka torowa reprezentująca NRD, brązowa medalistka mistrzostw świata.

## Kariera
Największy sukces w karierze Heidi Blobner osiągnęła w 1966 roku, kiedy na torowych mistrzostwach świata we Frankfurcie zdobyła brązowy medal w sprincie indywidualnym. W zawodach tych wyprzedziły ją jedynie dwie reprezentantki ZSRR: Irina Kiriczenko oraz Walentina Sawina. Ponadto Blobner zdobywała medale torowych mistrzostw kraju: srebrne w wyścigu na 500 m w 1967 i 1968 roku i w indywidualnym wyścigu na dochodzenie w 1967 roku, a w 1966 roku była trzecia w sprincie indywidualnym.